# Силинјерви
Силинјерви (фин. Siilinjärvi, швед. Siilinjärvi) је град у Финској, у источном делу државе. Силинјерви припада округу Северна Савонија, где град са окружењем чини истоимену општину Силинјерви.

## Географија
Град Силинјерви се налази у источном делу Финске. Од главног града државе, Хелсинкија, град је удаљен 415 км североисточно.
Рељеф: Силинјерви се сместио у унутрашњости Скандинавије, у историјској области Савонија. Подручје града је равничарско до брежуљкасто, а надморска висина се креће око 115 м.
Клима у Силинјервију је оштра континентална на прелазу ка субполарној клими. Стога су зиме оштре и дуге, а лета свежа.
Воде: Силинјерви се развио поред обале језера Калавеси. Град се сместио на дну омањег залива језера.

## Историја
Силинјерви је добио градска права 1925. године.

## Становништво
Према процени из 2012. године у Силинјервију је живело 11.341 становника, док је број становника општине био 21.328.
| 1980. | 1990.  | 2000.  | 2012.  |
| ----- | ------ | ------ | ------ |
| -     | 10.142 | 10.176 | 11.341 |

Етнички и језички састав: Силинјерви је одувек био претежно насељен Финцима. Последњих деценија, са јачањем усељавања у Финску, становништво града је постало шароликије. По последњим подацима преовлађују Финци (99,2%), док су остало усељеници. Од новијих усељеника посебно су бројни Руси.